# Lacrimosa (歌曲)
《Lacrimosa》是Kalafina的第4張單曲。於2009年3月4日由SME Records發行。

## 收錄曲

### 通常盤
1. Lacrimosa (4:14)
作詞／作曲／編曲：梶浦由記
電視動畫《黑執事》片尾曲（第14話〜第24話）
2. Gloria (3:45)
作詞／作曲／編曲：梶浦由記
3. Lacrimosa 〜Instrumental〜

### DVD（初回生産限定盤）
1. Lacrimosa (Video Clip)

## 備註
- 單曲中的同名歌曲Lacrimosa於3月13日初次登上叱吒903商業二台903豁達推介的第10位。

## 相關項目
- 黑執事

## 資料來源
1. ↑  .   [2010-01-27]. （原始内容存档于2013-06-12）.
2. ↑  .   [2010-01-27]. （原始内容存档于2012-02-10）.

## 外部連結
- （日語）Kalafina 官方網站 （页面存档备份，存于）